# Toquí maculat
El toquí maculat (Pipilo maculatus) és un ocell de la família dels passerèl·lids (Passerellidae).

## Descripció
Pardal graos, cridaner i de cua llarga de l'oest d'Amèrica del Nord, des del Canadà fins a Guatemala. Negre a la part superior amb taques blanques a les ales i l'esquena, costats vermellosos brillants i ventre blanc. L'iris és d'un cridaner color vermell. En vol, s'observen els laterals blancs de la cua. Les femelles són més grises que els mascles. Força semblant al toquí emmantellat (Pipilo erythrophthalmus) però aquest no té les marques blanques tant i sí que és evident el pegat blanc intens que es veu a l'ala quan la té plegada.
Al centre d'Amèrica del Nord s'hibrida amb el toquí emmantellat, els híbrids solen mostrar un patró d'ala intermedi. Algunes poblacions de Mèxic tenen tons oliva a les parts superiors i també s'hibriditzen amb el toquí de collar (Pipilo ocai).

## Hàbitat i distribució
Habita matolls i sotabosc des de Canadà, a través dels Estats Units i Mèxic, fins l'oest de Guatemala. S'alimenta principalment saltant pel terra, rascant la fullaraca. Els mascles canten des de dalt dels arbustos i arbres baixos. Visites les menjadores.

## Taxonomia
Amb el gènere pipilo, les principals autoritats taxonòmiques tenen criteris diferents a l'hora de determinar el nombre de subespècies i sobre la aquesta espècie en particular IOC, ITIS i Howard & Moore reconeixen vint-i-una subespècies. Tanmateix, Clements en reconeix una més(*) (P. m. sympatricus) i a més les divideix en dos grans grups politípics més tres de monotípiques: 

### Gruporegonus
- P. m. oregonus (Bell, 1849) localitzat des del sud-oest de Canada fins al sud-oest d'Oregon.
- P. m. falcifer (McGregor, 1900) nord-oest de Califòrnia.
- P. m. megalonyx (Baird, 1858) del centre oest de Califòrnia a l'extrem nord-oest de Baixa Califòrnia.
- P. m. clementae (Grinnell, 1897) illes al sud-oest de Califòrnia.
- P. m. umbraticola (Grinnell & Swarth, 1926) nord de Baixa Califòrnia.
- P. m. consobrinus (Ridgway, 1876) illa de Guadalupe.
- P. m. magnirostris (Brewster, 1891) sud de Baixa Califòrnia.

### articus (monotípic)
- P. m. arcticus (Swainson, 1832) centre sud de Canadà i centre oest d'USA.

### Grup maculatus
- P. m. curtatus (Grinnell, 1911) sud-oest de Canadà i l'interior nord-oest d'USA.
- P. m. falcinellus (Swarth, 1913) sud Oregon fins al centre de Califòrnia.
- P. m. montanus (Swarth, 1905) sud-oest d'USA i nord de Mèxic.
- P. m. gaigei (Van Tyne & Sutton, 1937) est de Nou Mèxic i oest de Texas i centre nord de Mèxic.
- P. m. griseipygius (Van Rossem, 1934) oest de Mèxic.
- P. m. orientalis (Sibley, 1950) nord-est de Mèxic.
- P. m. maculatus (Swainson, 1827) est de Mèxic.
- (*) P. m. sympatricus (Phillips, 1966) est de Mèxic (serralada de Tuxtla de Veracruz)
- P. m. vulcanorum (Sibley, 1950) centre sud de Mèxic.
- P. m. oaxacae (Sibley, 1950) Oaxaca.
- P. m. chiapensis (Van Rossem, 1938) centre de Chiapas.
- P. m. repetens (Griscom, 1930) sud-est de Chiapas i oest de Guatemala.

### macronyx (monotípic)
- P. m. macronyx (Swainson, 1827 ) del sud-oest al centre sud de Mèxic.

### Socorro(monotípic)
- P. m. socorroensis (Grayson, 1867) illa Socorro.

Avibase, HBW i BirdLife International consideren que la població de l'illa Socorro (P. m. socorroensis) pertany a una espècie de ple dret:
- Pipilo socorroensis (Grayson, 1867) - toquí de l'illa de Socorro[10]